# Concordia Sagittaria
Concordia Sagittaria (friülès Concuardie) és un municipi italià, dins de la ciutat metropolitana de Venècia, però que històricament forma part del Friül. L'any 2007 tenia 10.708 habitants. Limita amb els municipis de Caorle, Portogruaro i San Stino di Livenza.

## Administració
| Període | Identitat     | Partit         |
| ------- | ------------- | -------------- |
| 2007-   | Marco Geromin | Centreesquerra |

## Personatges il·lustres
- Antonio Carneo (1637-1692) pintor italià.